# Distretto di Iganga
Il distretto di Iganga è un distretto dell'Uganda, situato nella Regione orientale.